# Tyana (zangeres)
Tyana, artiestennaam van Tatiana De Nil (Aalst, 9 juli 1986), is een Vlaamse zangeres. Tot 2011 was ze actief onder de naam TatYana Storm.
Ze werd in 2009 opgemerkt in het programma Zo is er maar één, dat op de Vlaamse zender Eén werd uitgezonden. Daar kon ze doorstoten naar de finale. Na het programma maakte ze aanvankelijk Vlaamse countrypop. Daarna bracht ze voornamelijk Vlaamse powerballads uit.
Naast zangeres is Tyana ook presentatrice. Vanaf 21 augustus 2013 presenteerde ze simultaan op de muziekzenders anne en MENT TV haar eigen verzoekprogramma REQUEST.

## Discografie

### Albums
- De ware (2009, als TatYana Storm)
- Voor altijd (2010, als TatYana Storm)

### Singles (hitnoteringen)
| Single met hitnotering(en) in de Vlaamse Ultratop 50 | Datum van verschijnen | Datum van binnenkomst | Hoogste positie | Aantal weken | Opmerkingen                                             |
| ---------------------------------------------------- | --------------------- | --------------------- | --------------- | ------------ | ------------------------------------------------------- |
| Mijn man van goud                                    | 2011                  | 16-04-2011            | tip30           | -            | als TatYana Storm Nr. 4 in de Vlaamse Top 10            |
| Nu alles al gezegd is                                | 2011                  | 31-12-2011            | tip45           | -            | inclusief akoestische versie Nr. 3 in de Vlaamse Top 10 |
| Als je naar me lacht                                 | 2012                  | 14-04-2012            | tip26           | -            | Nr. 2 in de Vlaamse Top 10                              |
| Volg je hartslag                                     | 2012                  | 14-07-2012            | tip81           | -            |                                                         |
| Even één met mij                                     | 2012                  | 06-10-2012            | tip76           | -            |                                                         |
| Als ik jou toen niet had laten gaan                  | 2013                  | 12-01-2013            | tip50           | -            |                                                         |
| Het licht                                            | 2013                  | 27-04-2013            | tip76           | -            | inclusief live-versie                                   |
| Ik ben veranderd                                     | 2013                  | 21-09-2013            | tip76           | -            |                                                         |
| Smoorverliefd                                        | 2014                  | 08-02-2014            | tip38           | -            | duet met Pieter van der Zweep                           |
| Papa                                                 | 2014                  | 14-06-2014            | tip57           | -            |                                                         |

### Overige singles
- Laat me vrij / Nieuwe thuis (2008, als TatYana Storm) (Nr. 10 in de Vlaamse Top 10)
- Atlantis (2009, als TatYana Storm)
- Draai kom en red me (2010, als TatYana Storm, promosingle)
- Drie jaar (2012, promosingle, duet met Gene Thomas)
- Door jou (2013, promosingle)